# 前庭球
前庭球（英語：vestibular bulbs），也被称之为阴蒂球（clitoral bulbs），是一类勃起组织的集合，它位于阴蒂的内侧。它位于阴道前庭，接近于阴蒂、阴蒂脚，并在尿道、尿道海绵体和阴道的两侧。
女性前庭球和男性阴茎球类似的，与尿道海绵体隣接，其包含两个延长的勃起组织，位于阴道口的两侧。它的后端与大前庭腺相连；前端渐缩并与前庭中间部媒介联合，它的表面与泌尿生殖隔相连，它的表面被球海绵体肌覆盖。

## 生理学
在性唤起的状况下，前庭球会充血变成气泡状并勃起。在充血状况下，阴道口会微微张开，使得外阴向外曲张，并向邻近组织施加压力，包括阴核海绵体和阴蒂脚。
通过性高潮的肌痉挛，前庭球勃起组织的充血会被释放到循环系统。但是如果性高潮没有发生，充血会保持在数小时之后慢慢消退。